# Johnny Green
|  | Aquest article tracta sobre Johnny Green. Vegeu-ne altres significats a «John Green». |

Johnny Green, John Green, John Waldo Green o John W. Green (Queens Nova York, 10 d'octubre de 1908 – Los Angeles Califòrnia), 15 de maig de 1989) fou un compositor, arranjador, director d'orquestra, pianista i productor estatunidenc. La seva cançó més famosa va ser una de les seves primeres, "Body and Soul", que formava part de la revista musical Three's A Crowd (1930). Green va guanyar quatre premis Oscar per les seves composicions i un cinquè per la producció d'un curtmetratge musical.

## Biografia
Era fill de pares que es dedicaven a la música: Vivian Isidor Green (29 de juny de 1885 - 3 de gener de 1940) i Irina (o Irma) Etelka Jellenik (12 d'abril de 1885 - 15 de novembre de 1947).
Després dels estudis a la Universitat Harvard, on aprèn sobretot piano, l'any 1929 passa a ser el pianista acompanyant de la cantant i actriu Gertrude Lawrence, per a la qual compondrà l'any 1930 un dels seus primers grans èxits, Body and Soul, que esdevindrà un estàndard de jazz i serà seguit per altres cançons, com Out of Nowhere (1931) o I wanna be loved (1933), igualment clàssics del repertori. Als anys 30, serà també arranjador i acompanyant ocasional de Libby Holman i Ethel Merman, entre d'altres. Aquests mateixos anys, comença una carrera a la ràdio, participant en programes radiofònics i col·laborant, entre d'altres, amb Fred Astaire.
L'any 1930, comença a treballar per a Hollywood com a compositor, arranjador (orquestrador de Adolph Deutsch, per exemple) i director musical, en particular de la Paramount Pictures. L'any 1942, treballa a la Metro-Goldwyn-Mayer (MGM), i després, l'any 1946, a Universal Pictures, abans de tornar l'any 1949 a la MGM. Col·laborarà també amb Columbia Pictures. La seva última contribució al cinema, com a compositor, és per a un curtmetratge l'any 1972.
Com a director d'orquestra, és als anys 30 que dirigeix una orquestra popular. Dirigirà igualment l'Orquestra simfònica de la MGM (amb la qual gravarà moltes músiques de pel·lícules, per exemple de Noces reials l'any 1951 i de Brigadoon l'any 1954), així com d'altres grans orquestres americanes, de les quals l'Orquestra Filharmònica de Los Angeles al Hollywood Bowl l'any 1949, l'Orquestra Simfònica de Chicago o l'Orquestra de Filadèlfia i, a Europa, l'Orquestra Simfònica de Londres. Va fer la seva última aparició pública com a director el 1988, dirigint conjuntament amb John Williams la Boston Pops Orchestra.
Com a compositor per al setè art, una de les seves partitures originals més conegudes és sens dubte la de l'Arbre de vida (1957, amb Elizabeth Taylor, Eva Marie Sant i Montgomery Clift), d'una gran dimensió sonora, composta per a cors i orquestra. També té peces més "clàssiques": per exemple, Night Club: Six Impressions for Piano and Orchestra de 1932 (l'any 1933 fou interpretada per l'orquestra de Paul Whiteman, amb el compositor al piano), o Music for Elizabeth, fantasia per a piano i orquestra de 1942 (creada el mateix any per a l'Orquestra Simfònica de la CBS, dirigida per l'autor, amb Vera Brodsky al piano).
Durant la seva carrera, també va ser productor (de la Cerimònia dels Oscars — 1952 —, la primera emissió en directe per televisió el 1953), director musical de diverses cerimònies més d'Oscars, membre de l'Acadèmia de les Arts i les Ciències Cinematogràfiques (AMPAS) o, també a partir de 1931, membre de l'ASCAP (American Society of Composers, Authors, and Publishers).
Entre les seves múltiples contribucions al cinema com a arranjador, citem les pel·lícules musicals d'èxit Un americà a París (1951) o West Side Story (1961) que li permetrà guanyar un Oscar (en guanyarà cinc en total - més vuit nominacions més - al llarg de la seva carrera). També va rebre un Premi Globus d'Or (1949) i un Grammy (1961, per West Side Story).

## Filmografia (selecció)
Com a compositor i/o arranjador i/o director musical.
- 1930: The Big Pond de Hobart Henley
- 1930: The Sap from Syracuse d'A. Edward Sutherland
- 1930: Office Blues de Mort Blumenstock (curtmetratge)
- 1931: Honor Among Lovers de Dorothy Arzner
- 1931: The Girl Habit d'Edward F. Cline
- 1931: Secrets of a Secretary de George Abbott
- 1931: La pura verdad de Florián Rey i Manuel Romera (coproducció a EEUU/cinema espanyol)
- 1931: My Sin de George Abbott
- 1932: The Wiser Sex de Berthold i Victor Viertel
- 1932: Misleading Lady de Stuart Walker
- 1935: Radio Rhapsody (no acreditat) de Fred Waller (curtmetratge; Johnny Green apareix fent de director)
- 1935: Johnny Green and his Orchestra de Joseph Henabery (curtmetratge, amb el compositor interpretant diverses de les seves "Cançons", al capdavant de la seva pròpia orquestra)
- 1936: The First Baby de Lewis Seiler
- 1938: Start Cheering d'Albert S. Rogell
- 1943: You, John Jones! (no acreditat) de Mervyn LeRoy
- 1944: Bathing Beauty de George Sidney
- 1945: The Sailor takes a Wife de Richard Whorf
- 1946: Easy to Wed d'Edward Buzzell, Buster Keaton i Edward Sedgwick
- 1947: It Happened in Brooklyn de Richard Whorf
- 1947: Fiesta de Richard Thorpe
- 1947: Something in the Wind) d'Irving Pichel
- 1948: Easter Parade (Easter Parade) (no acreditat) de Charles Walters
- 1948: Up in Central Park (no acreditat) de William A. Seiter
- 1949: The Inspector General de Henry Koster
- 1951: The Great Caruso de Richard Thorpe
- 1951: Un americà a París (An American in Paris) de Vincente Minnelli
- 1953: Overture to the Merry Wives of Windsor (Oscar al millor curtmetratge)
- 1954: Rhapsody de Charles Vidor
- 1955: I'll Cry Tomorrow de Daniel Mann
- 1956: Alta societat (High Society), de Charles Walters
- 1957: L'arbre de la vida (Raintree County) d'Edward Dmytryk
- 1960: Pepe de George Sidney
- 1961: Sèrie de televisió, The Trush de Howard W. Koch
- 1961: West Side Story de Jerome Robbins i Robert Wise
- 1962-1963: sèrie Empire, una temporada de 32 episodis
- 1963: Twilight of Honor de Boris Sagal
- 1965: Who has seen the Wind?, telefilm de George Sidney
- 1966: Johnny Tiger de Paul Wendkos
- 1966: Alvarez Kelly d'Edward Dmytryk
- 1968: Oliver! de Carol Reed
- 1969: They Shoot Horses, Don't They? de Sydney Pollack (productor associat)
- 1972: Open Window de Richard Patterson (curtmetratge)

## Teatre
Comèdies musicals a Broadway
- 1931: Here goes the Bride, música de Johnny Green, lletra d'Edward Heyman, llibret de Peter Arno, orquestració de Conrad Salinger, direcció musical d'Adolph Deutsch, amb Eric Blore
- 1933-1934: Murder at the Vanities, música de Richard Meyers, lletra d'Edward Heyman, llibret d'Earl Carroll i Rufus King, música addicional inclosa de Victor Young i Johnny Green, amb Robert Cummings, Béla Lugosi
- 1942: Beat the Band, música de Johnny Green, lletra de George Marion Jr., llibret de George Abbott i George Marion Jr.
- 1942-1943: By Jupiter, música de Richard Rodgers, lletra de Lorenz Hart, llibret de Rodgers i Hart, direcció musical de Johnny Green, arranjaments de Clay Warnick i Johnny Green

## Premis
- Oscars:
  - Cerimònia dels Oscars 1948: Oscar a la millor adaptació musical, amb Roger Edens, per Easter Parade;
  - 24ª Cerimònia dels Oscars 1951: Oscar a la millor adaptació musical, compartit amb Saul Chaplin, per Un americà a París (An American in Paris);
  - 26ª Cerimònia dels Oscars 1953: Oscar al millor curtmetratge, per Overture to the Merry Wives of Windsor;
  - 34ª Cerimònia dels Oscars 1961: Oscar a la millor adaptació musical, compartit amb Irwin Kostal, Saul Chaplin i Sid Ramin, per West Side Story;
  - 41ª Cerimònia dels Oscars 1968: Oscar a la millor adaptació musical pour Oliver ! ;
- Globus d'Or: 7ª Cerimònia dels Premis Globus d'Or 1949: Globus d'Or a la millor banda sonora original per The Inspector General;
- Grammy: 4ª Cerimònia dels Premis Grammy 1961: compartit amb Irwin Kostal, Saul Chaplin i Sid Ramin, per West Side Story.
- Li han dedicat una estrella al Passeig de la Fama de Hollywood.[6]